# Josef Becker (Mediziner, 1895)
Josef Becker, vollständiger Name Peter Josef Becker (* 26. Januar 1895 in Elsdorf im Rheinland; † 9. August 1966 in Bonn), war deutscher Pädiater, SS-Führer zur Zeit des Nationalsozialismus sowie Professor an den Universitäten Marburg und Bonn.

## Leben
Becker nahm nach Beendigung seiner Schullaufbahn am Ersten Weltkrieg teil und absolvierte ein Studium der Medizin. Nach Verteidigung seiner Dissertationsschrift Über Haut und Schweißdrüsen bei Foeten und Neugeborenen wurde Becker 1921 an der Rheinischen Friedrich-Wilhelms-Universität Bonn zum Dr. med. promoviert. Danach blieb Becker in der Kinderabteilung der Bonner Universitätsklinik tätig und war dort zuletzt als Oberarzt beschäftigt. Becker war dort 1926 als Privatdozent und ab 1933 als außerordentlicher Professor beschäftigt. Anfang Januar 1934 übernahm Becker in den Krankenanstalten Bremen (heute Klinikum Bremen-Mitte) die Leitung der Bremer Kinderklinik und wurde dort auch städtischer Kinderarzt. Sein Vorgänger als Leiter der Kinderklinik war Rudolf Hess, der nach Beginn der Zeit des Nationalsozialismus Ende 1933 wegen jüdischer Vorfahren entlassen worden war. Anfang November 1939 wechselte Becker als ordentlicher Professor an die Universität Marburg. Während des Zweiten Weltkrieges beriet Becker zudem ehrenamtlich den Lebensborn e. V. als Pädiater. Becker trat zum 1. Mai 1933 der NSDAP (Mitgliedsnummer 3.144.656) und der SS bei (SS-Nummer 223.652). In der SS erreichte Becker 1944 den Rang eines SS-Standartenführers. Becker gehörte zudem dem NS-Ärztebund (1933), der NSV (1934), dem Reichskolonialbund (1934), dem NS-Altherrenbund (1937) und NS-Dozentenbund (1940) an. Als Oberstarzt war er ab 1938 beratend für das DRK tätig.
Becker wurde noch 1945 festgenommen, aber bereits 1946 aufgrund einer vorgetäuschten Erkrankung aus der Internierung entlassen. 1948 wurde er entnazifiziert durch Einordnung in die Kategorie V. Danach war Becker zunächst als niedergelassener Arzt und ab Mitte der 1950er Jahre als Gastprofessor an der Universität Bonn tätig. Offiziell wurde er 1960 an der Universität Marburg emeritiert.